# Футбольна федерація Андорри
Футбольна федерація Андорри (кат. Federació Andorrana de Futbol) — асоціація, що здійснює контроль і управління футболом в Андоррі. Штаб-квартира розташована у Ескальдес-Енгордані. Заснована 1994 року. Увійшла до складу ФІФА та УЄФА 1996 року. Асоціація організовує діяльність та здійснює керування національними збірними з футболу, включаючи головну національну збірну та молодіжну збірну.
Під егідою федерації проводяться змагання у Чемпіонаті Андорри з футболу та Кубку Андорри з футболу.

## Історія
Футбольна федерація Андорри заснована 21 квітня 1994 року зусиллями Францеска Віли. 

Історичний логотип федерації.

У 1996 році Федерація вступила в УЄФА і ФІФА. 13 листопада 1996 року національна збірна Андорри провела першу гру в своїй історії, зігравши товариський матч зі збірною Естонії (1:6). Пізніше збірна вперше взяла участь у відбіркових іграх чемпіонату Європи 2000 та чемпіонату світу 2002 років. У серпні 1998 року була заснована Національна футбольна школа. З 1998 року існують юнацькі збірні Андорри до 17 і до 19 років. У 2006 році створена Молодіжна збірна Андорри.
У 2014 році провела перший матч жіноча збірна Андорри з футболу.
У 2019 році відносно генерального секретаря Томаса Хеа і колишнього скарбника Хосе Гарсії було розпочато розслідування у зв'язку з перевищенням посадових повноважень, шахрайством і відмиванням грошей.